# 光流体工学
光流体工学（Optofluidics、流体光学とも）は、流体力学（特にマイクロ流体力学）と光学の利点を組み合わせた研究・技術領域のこと。この技術の応用には、ディスプレイ、バイオセンサー、ラボオンチップデバイス、レンズ、分子イメージングツール、エネルギーなどがある。

## 歴史
流体光学デバイスの発想は、少なくとも水銀の紡績プールが液体鏡式望遠鏡として提案された（のちに開発された）18世紀までさかのぼることができる。20世紀には色素レーザーや液体コア導波路など新たな技術が開発された。これらは液体が持つ調整可能性と物理的適合性を利用していた。マイクロ流体工学とナノフォトニクスの分野が成熟し、研究者たちがこれら2つの分野の相乗効果を探り始めた2000年代半ばに光流体工学が正式に始まった。この分野の主な応用の1つは、lab-on-a-chipおよびバイオフォトニックの製品である。

## 企業および技術移転
光流体工学とその関連研究は多くの新製品やスタートアップ企業を形成している。Variopticは、多数の応用があるエレクトロウェッティングベースのレンズの開発を専門にしている。Optofluidics, Inc. は、2011年にコーネル大学から立ち上げられ、光子共鳴技術に基づく分子トラッピングおよび病気診断のためのツールを開発することを目標としている。UC Santa CruzのLiquilumeは、アロー導波路に基づく分子診断を専門としている。
2012年に、欧州委員会は光流体工学技術とその応用にのみ関連する新たなCOSTフレームワークを立ち上げた。

## 関連文献
- Fainman, Yeshaiahu; Psaltis, Demetri (18 September 2009). Optofluidics: fundamentals, devices, and applications. McGraw Hill Professional. ISBN 978-0-07-160156-6 2011年6月26日閲覧。
- Zahn, Jeffrey D. (31 October 2009). Methods in bioengineering: biomicrofabrication and biomicrofluidics. Artech House. ISBN 978-1-59693-400-9 2011年6月26日閲覧。